# 岡田しづき
岡田 しづき（おかだ しづき、1956年1月16日 - ）は、広島県三次市出身、大阪府岸和田市在住の演歌歌手。本名・元田静樹。血液型A型。

## 経歴
- 1981年5月、中国放送主催歌手募集カラオケ大会にて準優勝。「夜霧の哀愁」にて、元田しづきでデビュー。
- 1983年8月、作曲家・岡千秋の一番弟子となり、「岡」の一字を頂いて岡田静樹と改名。
- 1984年、「わすれ酒」リリース。
- 1986年、「おんな水滸伝」リリース。
- 1988年、「北・望郷」リリース。
- 1996年、「ひとりきりのラブソング」リリース。
- 1999年、「つくしんぼ」リリース。
- 2002年、デビュー20周年記念曲「播磨灘」リリース。
- 2007年、デビュー25周年記念曲「歌があるから生きられる」リリース。
- 2011年10月、デビュー30周年記念曲「抱きしめて／cw夫婦屋台」リリース。
- 2013年7月、BSTwellV（トゥエルビ／BS-12）にて「BS歌の宅配便」放送開始。

## 代表曲
- 抱きしめて
- 男どうし
- 夜霧の哀愁
- わすれ酒
- おんな水滸伝
- 北・望郷
- 播磨灘
- どうしよう
- ひとりきりのラブソング
- つくしんぼ
- 夢の花
- 歌があるから生きられる

　　など

## 主なテレビ番組
- 「BS歌の宅配便」（TwellV BS-12）
- 「歌の宅配便」（サンテレビ／2013年3月終了）